# Krebs
Krebs és una ciutat dels Estats Units a l'estat d'Oklahoma. Segons el cens del 2000 tenia 2.051 habitants.

## Demografia
Segons el cens del 2000, Krebs tenia 2.051 habitants, 858 habitatges, i 560 famílies. La densitat de població era de 232,2 habitants per km².
Dels 858 habitatges en un 33,9% hi vivien nens de menys de 18 anys, en un 47,3% hi vivien parelles casades, en un 15,3% dones solteres, i en un 34,7% no eren unitats familiars. En el 31,5% dels habitatges hi vivien persones soles el 14,1% de les quals corresponia a persones de 65 anys o més que vivien soles. El nombre mitjà de persones vivint en cada habitatge era de 2,39 i el nombre mitjà de persones que vivien en cada família era de 3.
Per edats la població es repartia de la següent manera: un 27,3% tenia menys de 18 anys, un 9,7% entre 18 i 24, un 28,6% entre 25 i 44, un 21,6% de 45 a 60 i un 12,8% 65 anys o més.
L'edat mediana era de 34 anys. Per cada 100 dones de 18 o més anys hi havia 86,8 homes.
La renda mediana per habitatge era de 24.514 $ i la renda mediana per família de 31.641 $. Els homes tenien una renda mediana de 27.321 $ mentre que les dones 17.235 $. La renda per capita de la població era de 13.042 $. Entorn del 16,6% de les famílies i el 19,1% de la població estaven per davall del llindar de pobresa.

## Poblacions més properes
El següent diagrama mostra les poblacions més properes.